# اورتس (کنتاکی)
اورتس (به انگلیسی: Evarts) شهری در ایالت کنتاکی کشور ایالات متحده آمریکا است که جمعیت آن در سرشماری سال ۲۰۱۰ میلادی، ۹۶۲ نفر بوده‌است.